# Johann Lourdelet
Pour les articles homonymes, voir Lourdelet.
Pas d'image ? Cliquez ici

a Compétitions nationales et continentales officielles uniquement.

Dernière mise à jour le 8 mai 2019.
Johann Lourdelet, né le 21 juin 1991 est un joueur français de rugby à XV évoluant au poste de pilier.

## Biographie
Johann Lourdelet commence le rugby à Annemasse en Haut-Savoie puis pratique la boxe et le full-contact. A 16 ans, il reprend le rugby à Châlon, avant de rejoindre Dijon puis le centre de formation de Clermont ainsi que le pôle France pour la saison 2009-2010. En 2012, il signe à Biarritz, où il dispute son premier match officiel lors de la saison 2013-2014.
Après six saisons au BO, il rejoint Anglet en Fédérale 1 en 2019.